# Caíño blanco
Caíño blanco es una cepa de uva blanca (Vitis vinifera) de España. Según la Orden APA/1819/2007, de 13 de junio (BOE del día 21), la variedad caíño blanco está recomendada en la comunidad autónoma de Galicia. Se utiliza en la Denominación de Origen Rías Bajas, complementando a la uva albariño. Existe otra variedad tinta, llamada caíño tinto.
La uva se confunde a menudo con el albariño y en el vinho verde se conoce a veces con el nombre de Alvarinhão (sinónimo compartido con otra uva portuguesa, Fernão Pires). Mientras que los perfiles de ADN realizados a principios del siglo XXI han demostrado que las dos uvas son variedades distintas, la evidencia ha sugerido que caíño blanco tal vez sea un descendiente de ade un cruce natural con la uva tinta portuguesa azal tinto (también conocida como caíño bravo).

## Historia

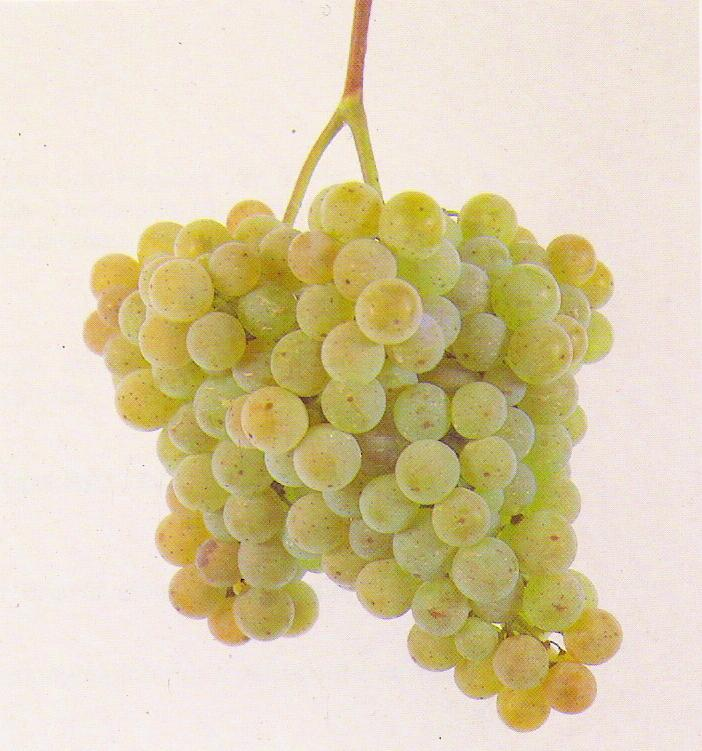
Las pruebas de ADN han sugerido que el albariño es una de las variedades parentales del caíño blanco.

Los ampelógrafos creen que el caíño blanco es nativo del noroeste de la península ibérica y probablemente fue el resultado de un cruce natural entre el albariño y el azal tinto. El caíño blanco ha estado creciendo en la región española de Galicia y el norte de Portugal desde al menos 1722 cuando fue mencionado por primera vez, por lo que el cruce entre el albariño y el azal tinto tendría que haber ocurrido en algún momento antes del siglo XVIII. El genetista suizo José Vouillamoz señala que las pruebas de ADN que vinculan al caiño blanco con el albariño y el azal tinto se basan en el análisis de sólo 27 marcadores genéticos y que la familia de uvas caiño (que incluye caiño tinto, caiño bravo/azal tinto, caiño berzal, caiño frexio y caiño redondo) tiene una historia genética muy compleja que requeriría más análisis para confirmar los orígenes del caíño blanco.

## Viticultura
El caíño blanco es una variedad de uva de maduración media a tardía que también brota de manera temprana a mediados del período de brotación de las vides. La uva es susceptible a los peligros vitivinícolas del mildiú lanoso y del oídio.

## Regiones vinícolas

La región vinícola de Rías Bajas en el noroeste de España.

En 2008 había 58 hectáreas (140 acres) de Caíño blanco cultivadas en España, prácticamente todas ellas en la región vinícola del noroeste de España, en Galicia, donde la uva es una variedad permitida en las D.O. Rías Bajas y Monterrey. En Rías Bajas, la mayoría de las plantaciones de caíño blanco se encuentran en la zona de El Rosal, en la provincia de Pontevedra, donde a menudo se mezcla con el albariño. Al otro lado de la frontera en Portugal había 7 hectáreas (17 acres) de la uva en cultivo a partir de 2010.

## Sinónimos
A lo largo de los años, caíño blanco se ha conocido bajo varios sinónimos, incluyendo: alvarinhão, cainho, ainho branco, cainho de Moreira (en vinho verde), caino blanco, caíño branco (en Galicia y Portugal), caino branco y caino de Moreira.